# ルシマイシン
ルシマイシン（Lucimycin（INN）、lucensomycin、etruscomycinとしても知られる）はStreptomyces lucensisによって合成されるマクロライド系抗生物質である。ポリエン系抗真菌薬に属し、1960年代に初めて分離された。臨床での使用は限られている。
Lucimycin is also produced by the Streptomyces cyanogenus S136, where the full biosynthetic gene cluster for the production of this compound was described.